# Harstad község
Harstad község (norvégul: Harstad kommune) Norvégia 431 községének (kommune, helyi önkormányzattal rendelkező közigazgatási egység) egyike.

## Települések
Települések (tettsted) és népességük:
- Harstad (21289)
- Kasfjord (264)

### Külső hivatkozások
- Hivatalos honlap (norvég, angol, német)